# 비정형 용혈성 요독증후군
비정형 용혈성 요독증후군(非定型溶血性尿毒症候群, 영어: atypical hemolytic uremic syndrome, aHUS)은 상당히 희귀하고 생명을 위협하는 진행성 질환으로서, 유전적 요소를 갖는 경우가 흔하다. 대개의 경우, 비정형 용혈성 요독증후군(aHUS)은 몸의 면역계를 구성하는 일부분이자, 이물질을 파괴하고 제거하는 역할을 담당하는 보체계(complement system)의 만성적이고, 통제가 불가능한 활성화로 인해 발병한다. 비정형 용혈성 요독증후군(aHUS)은 어린이 및 어른 모두에게 발병하고, 몸 전체에 퍼져있는 작은 혈관 안에 혈전이 생성되어 뇌졸중, 심장마비, 신부전, 사망을 유발할 수도 있는 전신성 혈전성 미세혈관병증(TMA)의 특징을 보인다. 보체계는 보체 조절 단백질(H 인자, I 인자, 막보조인자단백질)이 돌연변이를 일으켜 활성화되거나,가끔은 항 H 인자 항체 등과 같은 보체계를 구성하는 이런 요소들 중 후천적 중화 자기항체억제제 때문에 활성화되기도 한다.:1933 보조치료를 받게 되더라도, 지금까지 약 33-40%의 환자들은 비정형 용혈성 요독증후군 (aHUS)의 첫 번째 발병 시에 사망하거나, 말기 신장 질환(ESRD)까지 진행되었다. 추후에 재발될 경우를 포함하여, 총 대략 3분의 2 (65%) 정도의 환자들이 혈장교환술(PE) 또는 혈장주입술(PI)을 받더라도 진단 후 일 년 안에 사망하거나, 투석을 받아야 하거나, 영구적으로 신장이 손상된다.

## 징후 및 증상
보체 매개성 혈전성 미세혈관병증(TMA)의 임상 징후 및 증상으로 복통, 정신착란, 피로, 부종(부기), 메스꺼움/구토, 설사가 나타날 수 있다. 비정형 용혈성 요독증후군(aHUS)은 종종 미세혈관병성 빈혈뿐만 아니라, 권태감 및 피로와 함께 발병한다.:1931 그러나 심한 복통과 혈성 설사는 흔히 발생하지 않는다.:1931 임상병리 검사 결과에서도 낮은 혈소판 (응고를 돕는 혈액 안의 세포) 수치, 젖산탈수소 효소(LDH, 손상된 세포로부터 방출되는 화학물질이기 때문에 세포 손상에 대한 표지자 역할을 함) 수치의 증가, 햅토글로빈 수치의 감소 (적혈구 파괴가 있음을 나타냄), 빈혈(낮은 적혈구 수치) / 분열적혈구(손상된 적혈구), 크레아티닌 수치 증가 (신장기능장애가 있음을 나타냄), 단백뇨(신장 손상이 있음을 나타냄) 등이 나타난다. 비정형 용혈성 요독증후군(aHUS) 환자들에게서는 종종 급성 신부전, 고혈압, 심근경색 (심장발작), 뇌졸중, 폐 합병증, 췌장염 (췌장의 염증), 간 괴사 (간세포나 조직이 사멸하는 것), 뇌병증 (뇌 기능장애), 발작, 혹은 혼수상태 등과 같은 전신성 징후 및 증상이 갑작스럽게 발생한다. 사망뿐만 아니라, 신경계, 심혈관계, 신장계, 위장계(GI)의 장기부전은 언제든지 예측할 수 없이 매우 빠르게 발생하거나, 증후성 혹은 무증후성 질환이 장기간 진행된 후에 발생할 수 있다. 예를 들어, 비정형 용혈성 요독증후군(aHUS) 환자 약 6명 중 1명꼴로 처음에는 급성신부전은 발병하지 않은 상태에서 단백뇨 또는 혈뇨를 경험하기도 한다. 발생하는 징후 및 증상들을 극복하고 생존한 환자들의 경우, 만성 혈전 상태 및 염증 상태를 견뎌야 하는데, 이 상태로 인해 많은 환자들은 일생 동안 갑작스러운 혈액 응고, 신부전, 극심한 타 합병증, 조기사망 등이 발생할 위험에 처하게 된다.

### 동반질환
비록 많은 환자들이 비정형 용혈성 요독증후군(aHUS)을 단일 질환으로 경험하지만, 동반질환도 흔히 발생한다. 한 연구 결과, 비정형 용혈성 요독증후군(aHUS)에 대한 가족 병력을 갖고 있지 않은 환자들 중 25% (47/191)가 다른 공존 질환을 갖고 있는 것으로 나타났다. 이 연구에서 언급된 동반질환은 악성 고혈압(30%), 장기이식 내력이 있는 혈전성 미세혈관병증(TMA) (23%), 임신과 함께 나타나는 혈전성 미세혈관병증(TMA)(21%), 사구체병증(17%), 전신성홍반성루푸스(SLE) 또는 전신성진행성경화증(PSS)과 같은 전신성 질환(6%), 악성 종양(1%)이다. (비정형 용혈성 요독증후군(aHUS)만 발병하는 환자들뿐만 아니라, 동반질환도 발생하는 대부분의 환자들에게서 나타나는) 보체 조절 단백질 돌연변이 발생 또는 이런 단백질의 부호화에 관여하는 유전자에서 질환과 관련되어 나타나는 변이를 통해 이러한 요인들에 대한 정상적인 유전자 부호화에서 편차가 생기면, 혈전성 미세혈관병증(TMA)에 대한 유전적 경향이 발생할 수 있음을 알 수 있다. 이러한 유전적 경향이 나타나는 사람은 다른 전신성 질환 (악성 고혈압, 전신성홍반성루푸스(SLE), 암 등)때문만이 아니라, 알려져 있는 질환 유발 요인들 (감염, 임신, 수술, 외상 등) 중 하나로 인해서 발병되는 비정형 용혈성 요독증후군(aHUS)을 경험할 수 있다.

## 기전
건강한 사람의 경우, 보체는 주로 이물질을 공격하는 역할을 담당하고, 보체계는 건강한 조직과 장기에 손상을 입히지 않도록 잘 조절된다. 그러나 대부분의 비정형 용혈성 요독증후군(aHUS) 환자들의 경우, 만성적이고 통제되지 않으며 과도한 보체의 활성화는 항 H 인자 항체의 생성으로 인해 나타나거나, 여러 개의 보체 조절 단백질(H 인자, HR1 또는 HR3 인자, 막보조인자단백질, I 인자, B 인자, C3 보체, 트롬보모듈린) 중 어느 것에서건 발생하는 유전적 돌연변이로 인해 나타나는 것으로 입증되었다. 이러한 현상은 혈소판 활성화, 내피세포(혈관 안의 세포) 손상, 백혈구 활성화를 유발하고, 그로 인해 전신성 혈전성 미세혈관병증(TMA)이 나타나는데 이 때 혈소판 수치 감소, 용혈(적혈구 파괴), 여러 장기 손상, 종종 사망 증상으로 발현된다.

## 진단
비정형 용혈성 요독증후군(aHUS)은 전신성 혈전성 미세혈관병증(TMA)를 유발하는 유일한 상태가 아니라, 감별 진단이 필요하다는 사실을 의미하기도 한다. 지금까지, 혈전성 미세혈관병증(TMA)을 유발하는 질환들에 대한 임상적 진단은 혈전성 혈소판 감소성 자반(TTP)과 시가독소생성 대장균성 용혈성 요독증후군(STEC-HUS)이 포함되는 광범위한 카테고리로 분류되었다. 그러나 비정형 용혈성 요독증후군(aHUS), 시가독소생성 대장균성 용혈성 요독증후군(STEC-HUS), 혈전성 혈소판 감소성 자반(TTP)이 유사한 임상적 양상을 보이더라도, 각 질환의 발생 원인은 뚜렷하고 이 질환을 감별하기 위해 특정 검사들을 실시할 수 있는 것으로 생각되고 있다. 또한, 이차적 징후로서 혈전성 미세혈관병증(TMA)을 유발하는 다른 조건들도 있다; 전신성홍반성루푸스(SLE), 악성 고혈압, 전신성진행성경화증(PSS; 피부경화증으로도 알려짐), 임신과 동반되는 헬프증후군(HELLP; 용혈, 간 기능장애, 낮은 혈소판 수치), 독성 약물 반응 (예를 들어, 코카인, 시클로스포린, 혹은 타크로리무스)이 바로 그 조건이다. 그럼에도 불구하고, 비정형 용혈성 요독증후군(aHUS)은 전신성 혈전성 미세혈관병증(TMA)을 보이는 환자들에게서 발병하는 것으로 의심해야 하기 때문에 적절한 정밀 진단 검사를 실시해야만 한다.
비정형 용혈성 요독증후군(aHUS)의 신경계 및 신장 관련 징후 및 증상들은 혈전성 혈소판 감소성 자반(TTP) 증상과 서로 겹친다. 그러나 비정형 용혈성 요독증후군(aHUS)과 달리, 혈전성 혈소판 감소성 자반(TTP)은 주로 억제성 자기항체의 유무가 ADAMTS13(혈액 응고에 관여하는 거대 단백질인 폰빌레브란트 인자(vWf)를 작은 조각으로 쪼개는 효소)의 극심한 결핍을 야기하는 자가면역질환이다. (혈전성 혈소판 감소성 자반(TTP)은 또한 심한 ADAMTS13 결핍을 유발하는 ADAMTS13 유전자의 돌연변이적 특징을 보이는 유전적 질환이기도 하다. ADAMTS13 결핍의 선천적 원인은 Upshaw-Schülman 증후군이라는 이름으로 불린다.) 실험 결과, ADAMTS13 활성도 수준이 ≤ 5%일 경우, 혈전성 혈소판 감소성 자반(TTP)인 것으로 나타났다.
이와 유사하게, 비정형 용혈성 요독증후군(aHUS)의 위장관계(GI) 징후 및 증상은 시가독소생성 대장균성 용혈성 요독증후군(STEC-HUS)과 서로 겹친다. 설사 또는 다른 위장관계(GI) 증상을 보이는 환자들로부터 채취한 대변 샘플을 시가독소생성 대장균(STEC) 및 시가독소 존재여부를 알아보기 위해 검사해야 한다. 그러나 시가독소생성 대장균성 용혈성 요독성 증후군(STEC-HUS)을 진단하기 위해 필요한 시가독소의 양성 동정 시에는 비정형 용혈성 요독증후군 (aHUS)의 발생을 배제하지 않는다. 그럼에도 불구하고, 적절한 임상적 환경에서는 시가독소의 양성 동정이 나타나면 비정형 용혈성 요독증후군 (aHUS)의 발생 가능성이 매우 낮아진다.

## 치료
에쿨리주맙을 도입하기 전에는, 비정형 용혈성 요독증후군 (aHUS) 환자들의 치료 관리 옵션으로 혁신적인 말단 보완 억제제인 단일클론항체도 극도로 제한적이었다. 유럽 소아과 학회가 용혈성 요독성 증후군(HUS)에 대해 발간한 가이드라인에서는 빠른 혈장교환술(PE)이나 혈장주입술(PI)을 추천하는데 이는 5일동안 매일 집중적으로 투여되다가 빈도를 줄여나가는 방법이다. 그러나 미국 분리반출법 학회는 혈장교환술을 사용하는 것의 유용성이 “낮거나” “매우 낮기” 때문에, 비정형 용혈성 요독증후군(aHUS)을 치료하기 위한 방법으로 혈장교환술의 사용을 “약하게” 추천한다. 몇몇 환자들에서 적혈구와 혈소판 수가 증가되었지만, 혈장 치료법을 했을 때 일반적으로 완전히 완화되지는 않았다.

### 혈장교환술 / 혈장주입술
혈장교환술/혈장주입술이 빈번하게 사용되고 있지만, 비정형 용혈성 요독증후군(aHUS)에서 사용되는 이 치료법의 안전성 혹은 유효성에 대한 대조 임상시험은 없다. 비록 혈장교환술/혈장주입술이 일부 환자들에서 비정형 용혈성 요독증후군(aHUS)의 혈액학적 징후들을 어느 정도 부분적으로 조절해주기는 하지만, 질병을 완전히 완화시켜주는 면에 있어서 그 효과는 아직 입증되지 않았다. 혈장교환술/혈장주입술을 하면 감염 위험, 알레르기 반응들, 혈전증, 정맥관 삽입장치의 소실, 그리고 좋지 않은 삶의 질과 같은 상당한 안전성 위험 문제가 나타난다. 중요한 것은, 말단 보완 활성화는 만성적인 혈장교환술/혈장주입술을 받는 동안 임상적으로 양호한 것으로 보이는 비정형 용혈성 요독증후군(aHUS) 환자들에서 혈소판의 표면에 만성적으로 존재하는 것으로 나타났다는 점이다.

### 에쿨리주맙
2011년 9월에 미국 식품의약국 (FDA)은 에쿨리주맙을 비정형 용혈성 요독 증후군(aHUS) 환자들을 치료하기 위한 희귀의약품으로 승인했다. 17명과 20명을 대상으로 실시한 두 개의 소규모, 전향적 시험들에 근거하여 이 승인을 내렸다.
2016년 3월, 한국식품의약안전처는 비정형 용혈성 요독증후군(aHUS) 환자의 치료에 대한 적응증을 승인했다. 에쿨리주맙의 적응증 획득은 에쿨리주맙의 치료 효과에 대한 다양한 임상결과에 근거한 것이다. 비정형 용혈성 요독증후군(aHUS) 환자 87명을 대상으로 평균 약 20개월 간 진행된 임상에 따르면, 에쿨리주맙을 지속적으로 투여한 환자들은 에쿨리주맙을 투여하다 중단한 환자에 비해 혈전성 미세혈관병증 발생률이 약 66% 낮은 것으로 나타났다.

### 투석
비정형 용혈성 요독증후군(aHUS)이면서 말기신장질환(ESRD)을 가진 환자들은 일반적으로 평생 동안 투석을 하게 되는데 5년 생존율은 34-38% 정도이고 전체 사망 사례의 14%가 감염 때문에 사망한 것이다. 이 환자들은 신장이 없어서 전신성 합병증이 발생할 위험이 지속적으로 있는 상황 속에서 살아간다.

### 신장이식
비정형 용혈성 요독증후군(aHUS)의 환자들에게 사용한 병력이 있음에도 불구하고, 신장이식술은 진행성이고 전신성인 혈전성 미세혈관병증(TMA)을 유발하는 지속적이고 통제되지 않는 보체 활성화를 해결해주지 않는다. 비정형 용혈성 요독증후군(aHUS) 환자의 90% 정도가 이식된 신장에서 혈전성 미세혈관병증(TMA)을 경험하는데 이 때문에 이식 실패가 나타난다. 이미 신장이식을 받은 환자들이라도 여전히 신경계, 위장관계, 그리고 심혈관계 합병증, 그리고 조기 사망의 위험에도 노출되어 있다. 신장이식 이후, 비정형 용혈성 요독증후군(aHUS)과 관련된 진행 중이고 통제되지 않으며 만성적인 보체활성화는 다른 장기들에 대한 지속적인 염증성 손상 및 TMA 손상뿐 아니라, 어른의 55%, 아이의 66% 정도에서 이식편 소실을 유발한다. 간과 신장의 복합 이식술은 실질 기관들의 공급이 제한되어 있는 사정 때문에 극소수의 환자들만이 받을 수 있다. 또한, 근간에 사망할 위험도가 상당히 큰데 많은 의사들과 환자들이 이런 부분을 극단적이라고 여긴다. 최근 몇 년간, 몇몇 이식센터는 신장이식을 받은 혈전성 미세혈관병증(TMA) 환자들에게 에쿨리주맙을 투여하기 시작했다. 이 방법은 이 환자들에게 혈전성 미세혈관병증(TMA)을 예방하는데 효과적이었다.

## 예후
비정형 용혈성 요독증후군(aHUS)을 환자들에서 나타나는 예후는 상당히 좋지 않다. 가장 흔히 확인되는 비정형 용혈성 요독증후군(aHUS)의 유전적 돌연변이를 가진 환자들 중에서, 첫 해 내에 부정적인 결과 (예를 들어, 투석의 필요성, 영구적인 신장 손상, 사망)를 경험한 환자의 비율은 70%까지 증가한다. 그러나 질병의 이환 및 사망은 돌연변이 상태와 상관 없이 갑자기 발생할 수 있다. 비전형적 용혈성 요독증후군(aHUS)은 어느 연령에서건 발병할 수 있고 발병한 사람들 중 40% 이상은 18세 이후에 발병을 처음 보고한다. 한 연구에서 나타난 가장 오래된 발병 연령은 83세였다. 위에서 언급되었듯이, 비정형 용혈성 요독증후군(aHUS)과 말기신장질환(ESRD)을 함께 앓는 환자들을 위한 신장 이식은 이식편 소실의 발생률이 높아 거의 고려되지 않는다. 이식편 소실의 발생률이 높은 이유는 환자의 최대 90%에서 혈전성 미세혈관병증(TMA)이 이식된 장기에서 재발되기 때문이다. 결과적으로, 비정형 용혈성 요독증후군(aHUS)과 말기신장질환(ESRD)을 함께 앓는 대부분의 환자들은 만성적인 투석을 받는데, 이로 인해 이환율이 커지고 예후가 악화된다. 간과 신장의 복합 이식술과 관련된 사망률이 50%에 근접함에도 불구하고, 비정형 용혈성 요독증후군(aHUS) 환자들에게 이 수술법을 시도해왔다.
피로, 신장의 합병증, 고혈압, 신경학적 손상, 위장관의 고통, 정맥관 삽입 부위에 발생하는 혈전, 그리고 궁극적으로 사망에 대한 부담감을 안고 살아가는 비정형 용혈성 요독증후군(aHUS) 환자의 삶의 질은 매우 낮다. 혈장교환술/혈장주입술은 광범위한 정맥관 삽입 및 빈번한 투여라는 요건으로 인해, 안전성 위험도가 상당히 크고 환자들의 삶에도 상당히 큰 지장을 주는 것으로 보고되고 있다.

## 역학
비정형 용혈성 요독증후군(aHUS)은 선천적으로 유전되거나 후천적으로 발생할 수도 있고, 인종, 성별, 또는 지역적 출신에 따라 다양하게 나타나는 것으로 보이지는 않는다. 아주 희귀한 질병의 경우에서 예상되듯이, 비정형 용혈성 요독증후군(aHUS)의 유병률에 관한 자료는 매우 제한적이다. 167명의 소아 환자들이 등록되어 있는 유럽의 용혈성 요독성 증후군(HUS) 등록소의 한 출판물에 소아에서의 발병은 인구 백만 명당 3.3건으로 기록되어 있다.